# Богомяков, Геннадий Павлович
Генна́дий Па́влович Богомя́ков  (30 июня 1930, Тайга, Сибирский край, СССР — 25 марта 2020, Тюмень) — советский партийный деятель. Первый секретарь Тюменского обкома КПСС. Один из создателей нефтегазового комплекса в Западной Сибири. Депутат Совета Союза Верховного Совета СССР 9-11 созывов (1974—1989) от Тюменской области. Депутат Верховного Совета РСФСР 8-го созыва. Член ЦК КПСС (1976—1990). Делегат XXIV, XXV, XXVI и XXVII съездов, XIX Всесоюзной конференции КПСС.
Отец поэта Владимира Богомякова. Рецензент «Большой Тюменской энциклопедии» (2004 год).

## Жизненный путь
Родился на станции Тайга Кемеровской области в русской рабочей семье.
В 1952 году окончил Томский политехнический институт.

### Карьера учёного
- С 1952 года работал инженером-гидрогеологом в геологических организациях Западной Сибири[4].
- С 1964 по 1967 годы — заместитель директора Западно-Сибирского научно-исследовательского геологоразведочного нефтяного института (ЗАПСИБНИГНИ, г. Тюмень) по научной работе.

### На партийной работе
Член КПСС с 1959 по 1991 год.
- С 1967 по 1969 годы — заведующий отделом нефтяной и газовой промышленности Тюменского обкома КПСС, первый секретарь Тюменского горкома КПСС.
- С 1969 по 1973 годы — второй секретарь Тюменского обкома КПСС.
- С 1973 по 1990 годы — первый секретарь Тюменского обкома КПСС.

Годы, в которые Богомяков был у руля области, ознаменованы бурным ростом промышленности, транспорта, социальной и культурной сферы, здравоохранения. Промышленность области в 1980-е годы давала в год свыше 400 млн тонн нефти, свыше 500 млрд кубометров газа и свыше 9 млн кВт электроэнергии. В этот период развивались производственная и социальная инфраструктура, транспортное сообщение,  сельскохозяйственное производство обеспечивало область продуктами питания.
Писатель, академик РАН Сергей Залыгин отмечал положительную роль Богомякова в отказе от строительства Нижне-Обской ГЭС в Салехарде, однако сожалел, что они оказались оппонентами по вопросу поворота сибирских рек.
С началом перестройки пресса стала изредка нападать на Г. П. Богомякова. Его имя прочно ассоциировалось с эпохой застоя, по темпам развития социальной инфраструктуры нефтедобывающая Тюменская область традиционно отставала от дотационной Европейской части страны, играли свою роль не всегда благоприятные для 1-го секретаря сравнения с его предшественником Б. Е. Щербиной, да и поддержка Г. П. Богомяковым идеи «поворота сибирских рек» не встретила сочувствия у населения.
В январе 1990 года в местной прессе было опубликовано открытое письмо одного из работников обкома М. Метакова (находившегося в тот момент на лечении в психиатрической лечебнице), который обвинил первого секретаря в «недемократических методах управления» и предложил назначить на его место В.В. Китаева. В результате на ближайшем пленуме обкома Г.П. Богомяков был снят с занимаемой должности, исполняющим обязанности первого секретаря назначили В.В. Китаева. Для выборов нового первого секретаря была созвана областная партийная конференция. На конференции В. В. Китаев поддержал кандидатуру В. С. Чертищева, который в итоге в ходе альтернативных выборов одержал победу над Г. Ф. Куцевым.
По совпадению, после снятия Г. П. Богомякова с должности первого секретаря Тюменского обкома КПСС в стране началось обвальное падение нефтедобычи, что способствовало экономическому кризису и последующему распаду СССР.

### На пенсии
Впоследствии был председателем совета директоров «Тюменьэнергобанка», советником генерального директора «Запсибгазпрома».
Умер вечером 25 марта 2020 года в возрасте 89 лет.

## Награды и почётные звания
В 1970 году удостоен Ленинской премии одновременно с В. А. Абазаровым, Л. Н. Кабаевым, О. А. Московцевым, И. И. Нестеровым, С. А. Оруджевым и Ф. К. Салмановым за научную работу по открытию крупных месторождений нефти в Среднем Приобье и ускоренную подготовку промышленных запасов.
В 2005 году губернатор Тюменской области С. С. Собянин вручил Г. П. Богомякову почётную грамоту и нагрудный знак, свидетельствующий о присвоении звания «Почётный работник промышленности Тюменской области», сопроводив награждение следующими словами:
Трудно найти человека, который был бы более достоин этой награды. Мало кто сделал для развития промышленности в Западной Сибири больше вас.
Кандидат геолого-минералогических наук (1960). Почётный нефтяник СССР (1982), почётный работник газовой промышленности СССР (1990), почётный работник топливно-энергетического комплекса РФ (2000), отличник разведки недр СССР (1980).
Награждён орденами Ленина (27.06.1980), Октябрьской Революции (1973), Трудового Красного Знамени (1966, 1971), медалями.
Почётный гражданин Тюменской области (2010). Почётный гражданин Ямало-Ненецкого автономного округа (2010). Почётный гражданин Ханты-Мансийского автономного округа-Югры (2011).

## Оценки
«Много лет отдавший освоению западно-сибирских недр, это был человек с сильным волевым характером, твёрдой позицией, которую отстаивал до конца». В.И. Грайфер, последний руководитель Главтюменнефтегаза.